# Unione Sportiva Juventus Domo 1938-1939
Questa voce raccoglie le informazioni riguardanti l'Unione Sportiva Juventus Domo nelle competizioni ufficiali della stagione 1938-1939.

## Rosa
| N. |                   | Ruolo | Calciatore         |
| -- | ----------------- | ----- | ------------------ |
|    | Italia (bandiera) |       | Guido Allioli      |
|    | Italia (bandiera) |       | Mario Bertiglia    |
|    | Italia (bandiera) | C     | Valerio Chiappo    |
|    | Italia (bandiera) | A     | Aldo Collimedaglia |
|    | Italia (bandiera) | D     | Emilio Drutto      |
|    | Italia (bandiera) | C     | Natale Gaggiotti   |
|    | Italia (bandiera) |       | Gianni Garrone     |
|    | Italia (bandiera) |       | Pasquale Gaudiano  |
|    | Italia (bandiera) | D     | Alfredo Gilardo    |

| N. |                   | Ruolo | Calciatore          |
| -- | ----------------- | ----- | ------------------- |
|    | Italia (bandiera) | D     | Oreste Giorcelli    |
|    | Italia (bandiera) |       | Ermanno Moalli      |
|    | Italia (bandiera) |       | Franco Molinari     |
|    | Italia (bandiera) | P     | Felice Rinolfi      |
|    | Italia (bandiera) |       | Fiorante Sambiagio  |
|    | Italia (bandiera) |       | Alessandro Sardi    |
|    | Italia (bandiera) |       | Vittorio Torricelli |
|    | Italia (bandiera) |       | Carlo Tricelli      |
|    | Italia (bandiera) |       | Arturo Zanetti      |